# Dormuschali Saidchodscha
Safet Dormuschali Saidchodscha (oft auch nur Mushi, bulgarisch Дормушали Саидходжа; * 16. Mai 1986 in Plowdiw) ist ein bulgarischer Fußballspieler. Er spielt seit 2012 bei Kasımpaşa Istanbul in der Süper Lig, der höchsten türkischen Spielklasse.

## Karriere
Saidchodscha begann seine Karriere in den Jugendmannschaften von FC Asenowez und Botew Plowdiw. 2003 wurde er von Botew in die erste Mannschaft geholt. 2003/04 wurde man 14. der Liga und stieg ab. Im darauf folgenden Jahr konnte der Wiederaufstieg gelingen. 2005/06 wurde man 13. In der Saison 2006/07 spielte er eine Herbstsaison bei Botew, ehe er nach Dänemark an Randers FC ausgeliehen wurde. In der höchsten dänischen Spielklasse wurde Platz acht erreicht.
In den Saisonen 2007/08 und Herbst 2009 spielte er wieder bei Plowdiw. Der Verein wurde mit Hilfe des Stürmers Zwölfter. Im Januar 2009 wechselte er zu ZSKA Sofia. Dort gab er auch sein Debüt auf europäischer Klubebene. In der 3. Runde der Europa-League-Qualifikation am 30. Juli 2009 gegen Derry City wurde er in der 66. Minute eingewechselt. Das Spiel wurde 1:0 gewonnen. In der den zwei Halbsaisonen kam er auf weitere 21 Einsätze für ZSKA, ehe er im Januar 2010 an Litex Lowetsch verliehen wurde. Dort konnte die Meisterschaft gewonnen werden. Saidhodsha kam auf elf Einsätze in der Meistersaison und erzielte gegen seinen Stammverein Botew Plowdiw einen Treffer. Seit Sommer 2010 steht er wieder im Kader von ZSKA.
Zum Sommer 2012 wechselte er in die türkische Süper Lig zum Aufsteiger Kasımpaşa Istanbul.

## Erfolge
- Aufstieg in die höchste bulgarische Spielklasse: 2004
- Bulgarischer Meister: 2010